# جان استارک

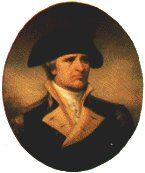

جان استارک (به انگلیسی: John Stark) متولد ۱۷۲۸ در نیوهمپشر، و متوفی ۱۸۲۲، فرمانده نظامی قوای آمریکا در جریان انقلاب آمریکا بود.
گفته مشهور وی:
Live free or die
یا آزاد زندگی کنید، یا بمیرید
امروزه شعار رسمی ایالت نیوهمپشر در آمریکاست.